# Eoazhdarcho
Eoazhdarcho es un género de pterosaurio pterodactiloide azdarcoideo nombrado en 2005 por los paleontólogos chinos Lü Junchang y Ji Qiang. La especie tipo es Eoazhdarcho liaoxiensis. El nombre del género combina la palabra griega eos, "aurora" con el nombre del género Azhdarcho, implicando así que era una forma temprana relacionada con este último. El nombre de la especie se refiere a la antigua región de Liaoxi.
El fósil fue hallado en la formación Jiufotang, situada en Chaoyang en la provincia de Liaoning, en China, que data del Cretácico Inferior. El género se basa en el holotipo GMN-03-11-02, un esqueleto parcial y una mandíbula inferior, y se distingue de otros pterosaurios por las proporciones de sus huesos. Los metacarpales son muy alargados pero no así las vértebras cervicales o los miembros traseros. Era relativamente pequeño según los estándares de tamaño de los azdarcoides, con una envergadura de cerca de 1.6 metros.    
Sus descriptores asignaron inicialmente a Eoazhdarcho como un miembro basal de la familia Azhdarchidae, comparándolo a Azhdarcho. Sin embargo, en 2006 ellos publicaron un análisis cladístico, determinando que varias formas, entre ellas Eoazhdarcho, estaban unidas en un grupo natural, un clado separado que podría ser situado aparte de los Azhdarchidae propiamente dichos. En 2008 Lü, Unwin et al. nombraron a este clado la familia Chaoyangopteridae — el grupo hermano de Azhdarchidae dentro del grupo mayor Azhdarchoidea — con Eoazhdarcho como uno de sus miembros.